# Euplexia magniclavis
Euplexia magniclavis là một loài bướm đêm trong họ Noctuidae.